# Момчетата от Париоли
„Момчетата от Париоли“ (на италиански: I ragazzi dei Parioli) е италиански драматичен филм от 1959 година на режисьора Серджо Корбучи с участието на Раф Матиоли, Алесандра Панаро и Енио Джиролами.

## Сюжет
Боб (Раф Матиоли) и Фабрицио (Енио Джиролами) са две момчета от Париоли, известни със своето фриволно и хаотично поведение. Водени от желанието си за приключения, те решават да се представят за продуценти от филмова компания, побликувайки реклама във вестника, за да привлекат актриси на свой терен. Това е една нечестна инициатива, в която е замесена и Сузи (Алесандра Панаро), момиче от Париоли, влюбено във Фабрицио. Две „млади звезди“, Нучия (Скила Габел) и Грация (Валерия Морикони) в търсене на слава, прочитат обявата и се хващат на въдицата. Те отиват в апартамента на Боб където Грация, чието съзнание е замъглено след няколко чаши уиски, става предразположена към неприличните предложения на Фабрицио. Нучия обаче отхвърля насилствените опити на Боб да се добере до нея. Той изпива голямо количество алкохол, за да си вдъхне кураж, губи разсъдъка си и в опит да изнасили Нучия, я събаря лошо. Тя си удря главата в стената и припада, а Боб се скрива в другата стая. Той смята, че Нучия е мъртва и го обзема панически страх. Пристигането на група приятели, поканени да се наслаждават от възбудените момичета обаче променя нещата. Сузи, която е част от всичко това, осъзнава, че се е случило нещо сериозно и призовава Боб да си признае истината. Тя открива, че всъщност Нучия не е мъртва, а е в безсъзнание и след като я свестяват Сузи и предлага голяма сума пари, за да си замълчи за инцидента. Освободен от кошмара, Боб започва да изпитва голямо отвращение към това, което е направил и започва да обвинява с презрение Фабрицио за нечестивите неща, които вършат. Двамата стигат почти до бой, но всичко се разминава с крясъци и караница. Те започват да замислят някой нов номер, но отвратената Сузи се прибира сама у дома.

## В ролите
- Раф Матиоли като Боб
- Алесандра Панаро като Сузи
- Енио Джиролами като Фабрицио
- Скила Габел като Нучия
- Валерия Морикони като Грация
- Рой Чиколини като Джедже
- Маргерита Багни като бабата на Боб
- Мария Луиза Роландо като Ивона
- Леополдо Триесте като анархиста
- Енцо Турко като портиера
- Нино Манфреди като Джузепе Спалота[3]